# Joe Hahn
 (avril 2019).
Si vous disposez d'ouvrages ou d'articles de référence ou si vous connaissez des sites web de qualité traitant du thème abordé ici, merci de compléter l'article en donnant les références utiles à sa vérifiabilité et en les liant à la section « Notes et références ».
Joseph Hahn dit Joe ou bien Mr. Hahn, né le 15 mars 1977 au Texas, est le disc jockey (DJ) du groupe de nu metal américain Linkin Park.

## Biographie
Joseph Hahn est d'origine coréenne et s'est marié en 2006 avec Karen. Le couple a divorcé en 2009. 
Il a rencontré Mike Shinoda à l'école de Pasadena et a rejoint le groupe Xero. Il a étudié les arts visuels à Pasadena et a travaillé sur certains effets spéciaux pour la série X-Files. 
Il a également dirigé plusieurs clips de Linkin Park et est d'ailleurs à l'origine du clip de In The End, qui reste le plus apprécié du groupe. Il a réalisé le clip New Divide apparu  le 13 juin 2009 sur leur site officiel pour le film Transformers 2 : La Revanche (Transformers : Revenge of the Fallen).
En 2008 il réalise un court-métrage intitulé The Seed et, en 2010, la bande annonce de Medal Of Honor avec le titre The Catalyst du 4e album de Linkin Park, A Thousand Suns. Il réalise aussi le clip vidéo officiel de Linkin Park du titre The Catalyst. Un mois plus tard, il continue avec la réalisation en images de synthèse de Waiting for the End.
En 2014, il réalise son premier long métrage A Day To Kill (Mall).

## Filmographie

### Réalisateur

#### Longs métrages
- 2014 : A Day To Kill (Mall)

#### Courts métrages
- 2008 : The Seed

## Discographie avec linkin park
- 1999 :  Hybrid Theory EP
- 2000 : Hybrid Theory
- 2002 : Reanimation
- 2003 : Meteora
- 2003 : Live in Texas
- 2004 : Collision Course
- 2007: Minutes to Midnight
- 2008 : Road to Revolution: Live at Milton Keynes
- 2010 : A Thousand Suns
- 2012 : Living Things
- 2013 : Recharged
- 2014 : The Hunting Party
- 2017 : One More Light
- 2017 : One More Light Live
- 2020: Hybrid Theory 20th Anniversary Edition
- 2023 : Meteora 20th Anniversary Edition
- 2024 : Papercuts (Singles Collection 2000–2023)
- 2024 : From Zero

## Clips Vidéo Réalisation
- In the End - Linkin Park (2001)
- Cure for the Itch -  Linkin Park (2001)
- Frat Party at the Pankake Festival - Linkin Park (2001)
- It's Goin' Down - The X-Ecutioners (2002)
- Symphony in X Major - Xzibit ft. dr dre  (2002)
- Cold - Static-X (2002)
- Somewhere I Belong - Linkin Park (2003)
- Numb - Linkin Park (2003)
- From the Inside - Linkin Park (2004)
- Anthem of Our Dying Day - Story of the Year (2004)
- Time to Waste - Alkaline Trio (2005)
- Leave Out All the Rest - Linkin Park (2008)
- The Catalyst - Linkin Park (2010)
- Burn It Down - Linkin Park (2012)
- A Light That Never Comes - Linkin Park et Steve Aoki (2013)
- Until It's Gone - Linkin Park (2014)

- One More Light - Linkin Park (2017)
- The Emptiness Machine - Linkin Park (2024)
- Over Each Other - Linkin Park (2024)
- Two Faced - Linkin Park (2024)
- Up From The Bottom - Linkin Park (2025)